# Mokeromok
Mokeromok är en ö i Marshallöarna.   Den ligger i kommunen Wotho, i den nordvästra delen av Marshallöarna, 700 km nordväst om huvudstaden Majuro. Arean är 0,10 kvadratkilometer.
Terrängen på Mokeromok är mycket platt.